# Vierfleckkreuzspinne
Die Vierfleckkreuzspinne (Araneus quadratus) ist eine Spinnenart aus der Familie der Echten Radnetzspinnen (Araneidae). Die Art ist farblich sehr variabel und kann ausgesprochen farbenprächtig sein, hält sich aber im Gegensatz zur bekannteren Gartenkreuzspinne fast nie in der Netzmitte auf und wird daher viel seltener bemerkt. Sie kommt in ganz Europa vor und gilt als ungefährdet.

## Beschreibung
Vierfleckkreuzspinnen sind noch etwas größer und kräftiger als Gartenkreuzspinnen. Das Weibchen kann eine Körperlänge bis zu 18 Millimeter erreichen; das Männchen wird 7–10 mm lang. Der Vorderkörper (Prosoma) ist hell beigebraun und zeigt auf dem Rücken ein dunkelbraunes Band, das nach vorn breiter wird. Das Prosoma ist lang weißgrau behaart.
Der oft fast kugelige Hinterleib (Opisthosoma) ist farblich enorm variabel und kann von fast weiß über gelb, grüngelb, hell- oder dunkelrot bis dunkelbraun sein. Stets zeigt er ein durch Punkte oder bandförmige Flecken angedeutetes Mittelband. Nahe der Vorderkante des Hinterkörpers liegen zwei paarige weiße Flecken, etwa in der Mitte folgen zwei weitere, etwa doppelt so große, weiße Flecken. Die vier Flecke bilden die Eckpunkte eines nach hinten breiter werdenden Trapezes. Die sehr kräftigen Beine sind in allen Farbvarianten breit dunkel geringelt.

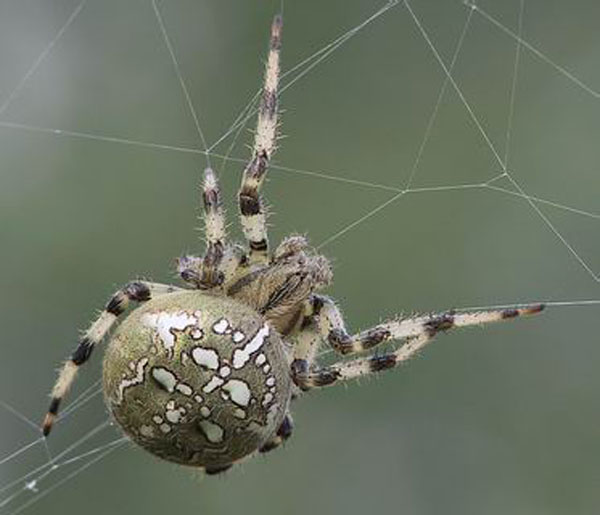
Vierfleckkreuzspinne, olivgrüne Farbvariante

## Verbreitung und Lebensraum

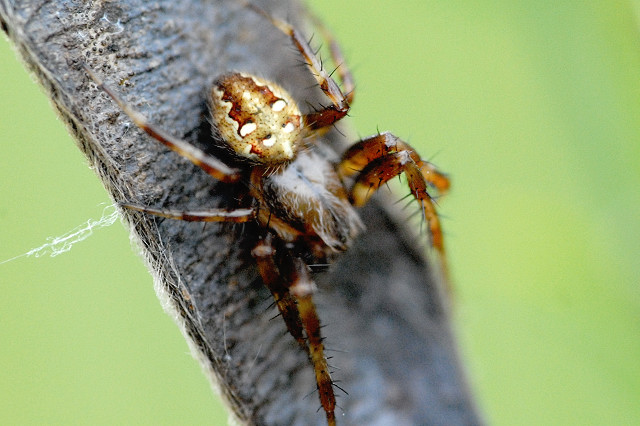
Vierfleckkreuzspinne, Männchen

Die Verbreitung der Vierfleckkreuzspinne ist auf die Paläarktis beschränkt und reicht von Irland über Europa und Zentralasien bis Kamtschatka und Japan. Die Art kommt in ganz Europa vor.
Der Lebensraum dieser Spinne sind vor allem feuchte Hochstaudenfluren, aber auch Waldränder, Lichtungen und Trockenrasen. Sie kommt in Höhen bis ca. 2.000 m vor.
Das Radnetz wird niedrig (in höchstens 1 m Höhe) angelegt. Darüber webt sich die weibliche Spinne aus Blättern und Gräsern einen nach unten offenen Schlupfwinkel, in dem sie sehr gut getarnt sitzt und über einen Signalfaden mit dem Fangnetz verbunden ist. Die Spinne hält sich im Gegensatz zur Gartenkreuzspinne fast nie in der Netzmitte auf. Ähnlich wie bei der Wespenspinne besteht ein großer Teil der Beute aus Grashüpfern und ähnlichen Heuschrecken. Erwachsene Tiere treten von Juli bis Oktober auf.

## Fortpflanzung
Die Balz des Männchens und Kopulationen verlaufen fast ebenso wie bei der Gartenkreuzspinne, das Männchen balzt jedoch weniger ausdauernd und gibt bei unwilligen Weibchen schneller auf. Das Weibchen legt den Eikokon im Spätsommer bis Herbst an. Er wird mit gelben Fäden umhüllt und an Pflanzen befestigt. Die Eier überwintern, die Jungspinnen schlüpfen im Frühjahr des Folgejahres und entwickeln sich bis zum Herbst zu geschlechtsreifen Spinnen. Es handelt sich demnach nicht um einen zweijährigen Rhythmus wie z. B. bei der Gartenkreuzspinne.

## Gefährdung
Die Art ist weit verbreitet und in geeigneten Habitaten häufig. Sie wird in Deutschland in der Roten Liste als „ungefährdet“ eingestuft.